# 서각흘도
서각흘도(西角吃島)는 인천광역시 옹진군 덕적면에 있는 섬이다. 특정도서로 지정하여 관리되고 있다.

## 특정도서
서각흘도는 풍광이 뛰어나며, 지형경관이 우수하고, 괭이갈매기, 한국재갈매기의 집단번식지로,  2015년 12월 23일 독도 등 도서지역의 생태계보전에 관한 특별법에 의거 특정도서로 지정되었다.
- 지정번호 : 특정도서 제227호
- 면적 : 892m2
- 지번 : 인천광역시 옹진군 덕적면 서포리 산485~산487